# Panch Mahal (Fatehpur Sikri)
El Panch Mahal es un palacio de la India erigido en Fatehpur Sikri, en el estado de Uttar Pradesh. Consta de cinco pisos y está enteramente abierto por todos sus lados.
Ha sido clasificado como monumento de importancia nacional (n.º ASI, N-UP-A45-bp) y es, desde 1986, como parte del conjunto de Fatehpur Sikri, Patrimonio de la Humanidad (n.º ref. 255).

## Descripción
El Panch Mahal fue encargado por los rajputs sikarwar y también es conocido como  "dadgir", que significa torre del viento, probablemente para paliar las altas temperaturas de la llanura de Agra. Esta edificación se encuentra cerca de los barrios zenana (harem), lo que apoya la suposición de que se utilizaría para el entretenimiento y la relajación. Este es uno de los edificios más importantes de Fatehpur Sikri, en el momento de su construcción la entonces nueva capital mogol. Emplea elementos de diseño de un templo budista: es enteramente columnar, consta de cuatro plantas de tamaño decreciente dispuestas asimétricamente sobre la planta baja; tiene 84 columnas en esa planta baja, y luego 56, 20 y 12, respectivamente, en la primera, segunda y tercera; la última cuenta solamente con 4 columnas que soportan un chhatri. En total son 176 columnas, cada una de ellas elegantemente tallada, sin que haya dos iguales.
Estas columnas, que originalmente disponían entre ellas de jalis (pantallas perforadas), soportan toda la edificación. Con esas pantallas proporcionadas purdah (intimidad) a reinas y princesas en la parte superior de las terrazas, disfrutarian de la brisa fresca y verían las espléndidas vistas de las fortificaciones Sikri y del pueblo situado al pie de la cordillera.
El pabellón ofrece una vista majestuosa de la fortaleza que se encuentra a su izquierda. La piscina frente al Panch Mahal, la Anoop Talao, siempre llena con agua, permitiría acceder mediante el uso de pasarelas a la plataforma central donde los músicos, ofrecerian conciertos musicales y otros espectáculos.  

El patio de Fatehpur Sikri, en el que se ve, al fondo a la izquierda, el chhatri del Panch Mahal

## Galería de imágenes

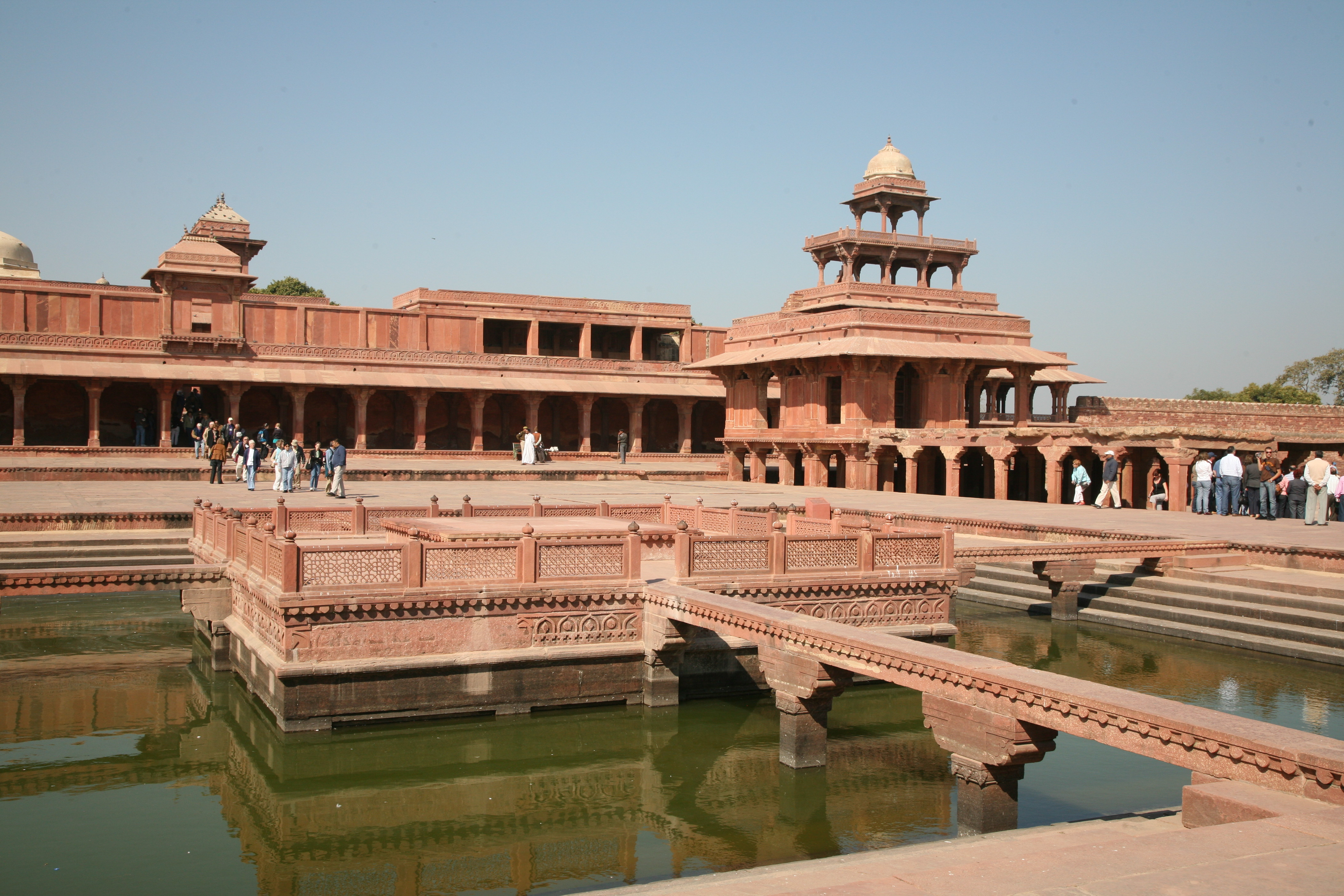
Vista del estanque
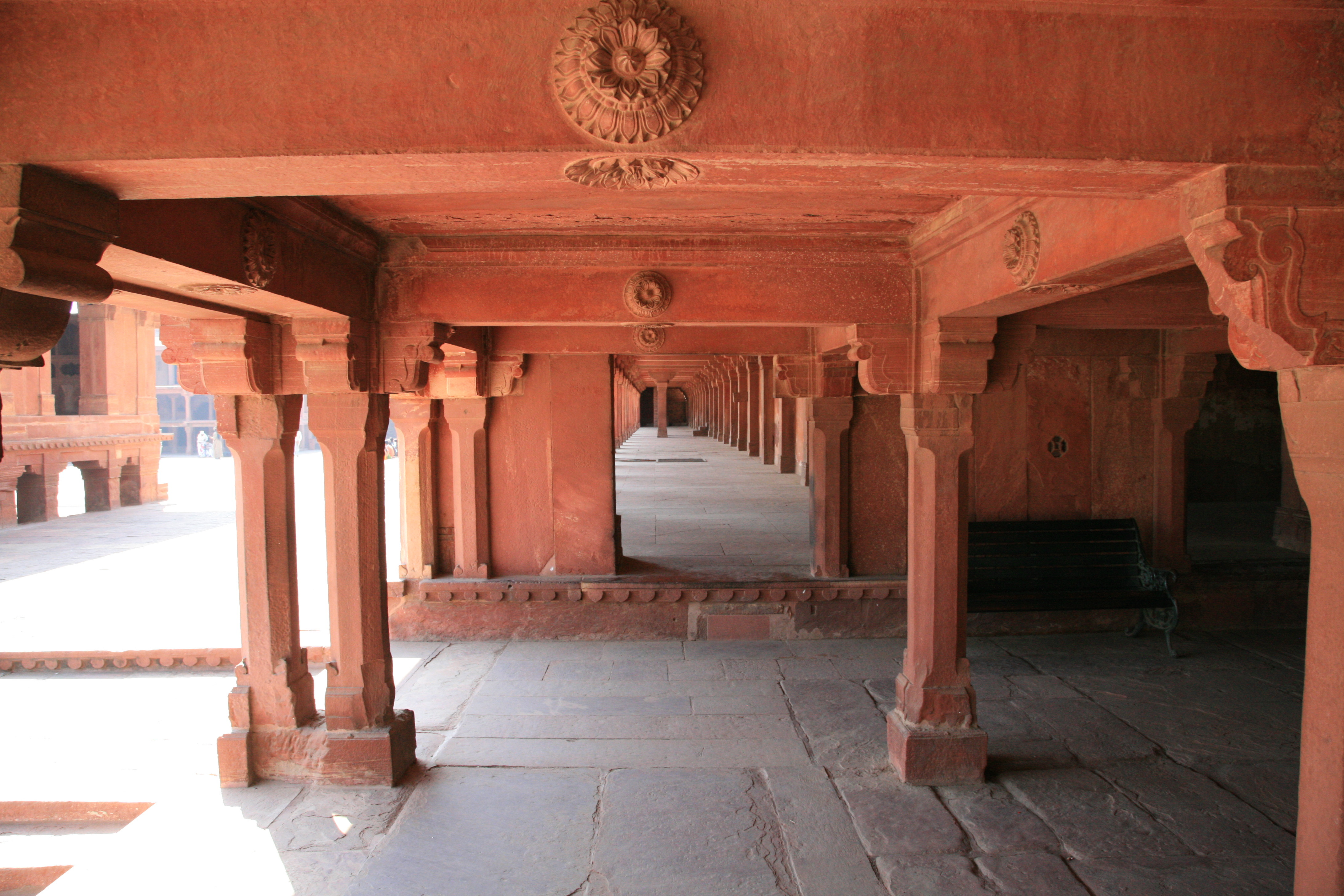
Vista del interior de la planta baja
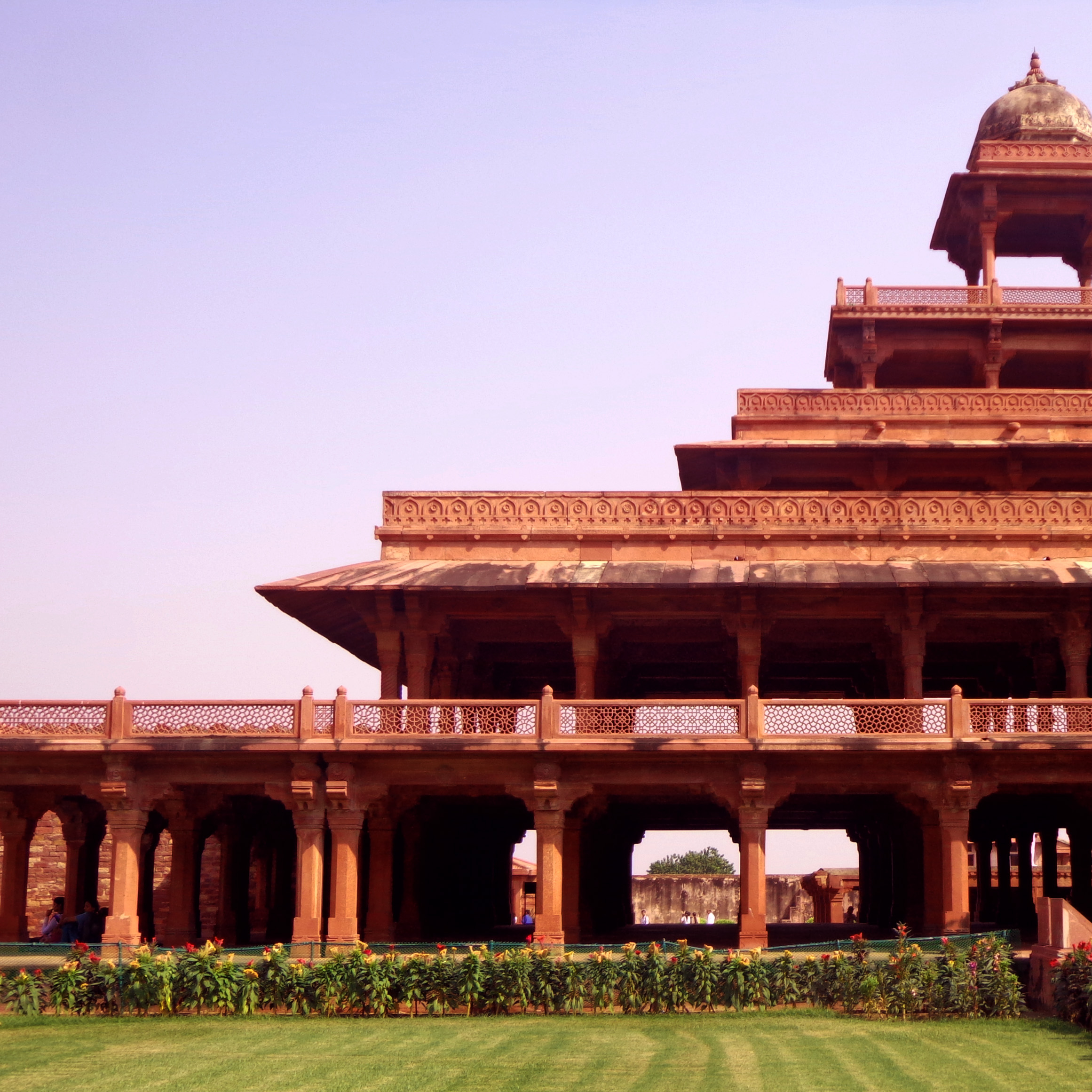
Escalonamiento de las plantas
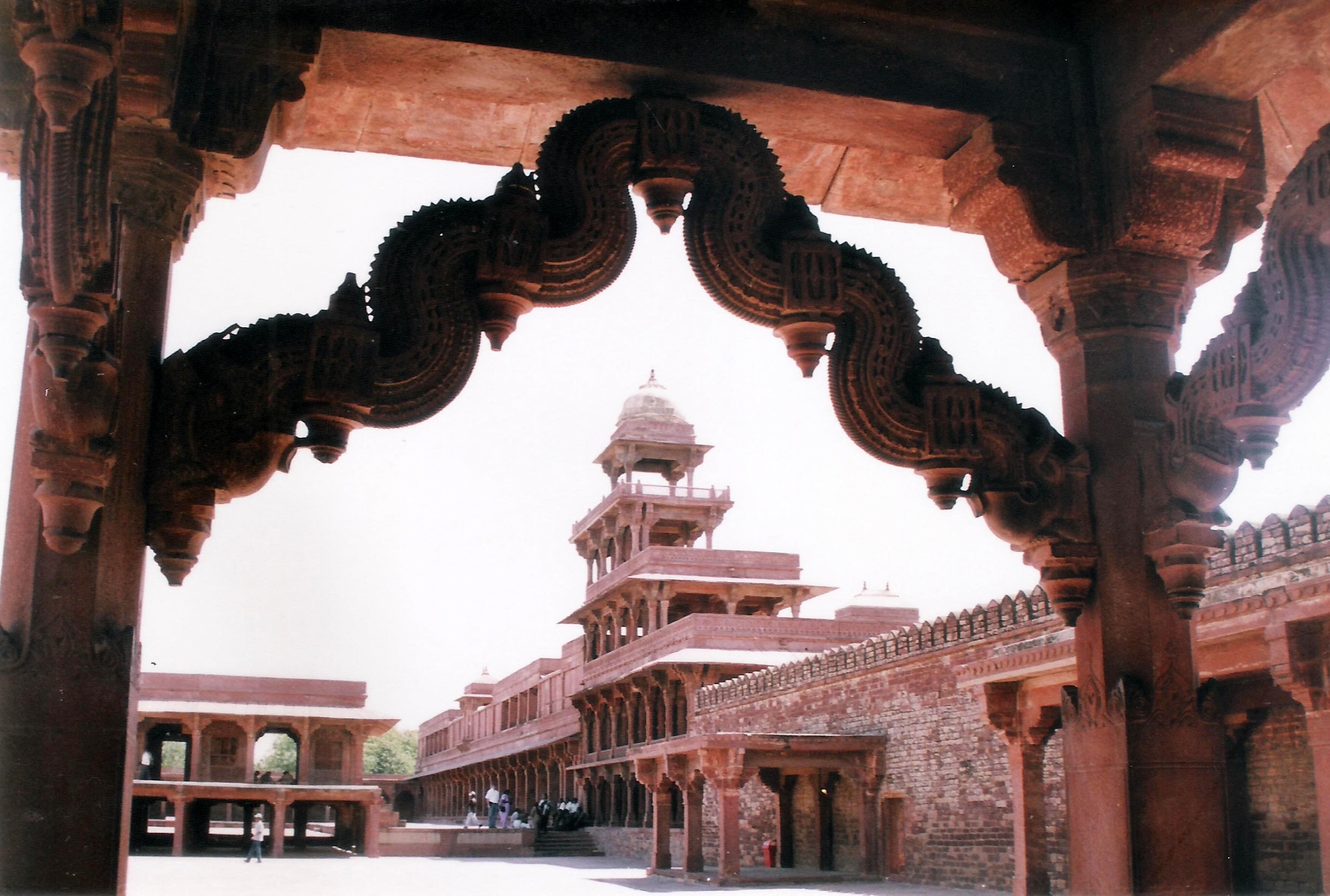
Parte trasera